# Operador compacto
Na análise funcional, operadores compactos formam uma família de operadores lineares limitados entre espaços de Banach. Grosseiramente falando, a compacidade é critério mais restritivo que a continuidade, suficiente para que certas propriedades dos operadores de posto finito sejam válidas. Em espaços de Hilbert, pode-se mostrar que, de fato, operadores compactos são limites (na norma operacional) de operadores de posto finito.
A importância do estudo destes operadores surgiu basicamente do desenvolvimento de uma teoria espectral para os mesmos e da validade de uma versão da alternativa de Fredholm, mostrando que o problema {\displaystyle \left(\lambda T+I\right)u=f\,} se comporta como em dimensão finita.

## Definição
Sejam {\displaystyle X\,} e {\displaystyle Y\,} espaços de Banach e {\displaystyle T:X\to Y\,} um operador linear. {\displaystyle T\,} é dito operador linear compacto se a imagem de conjuntos limitados em {\displaystyle X\,} é conjunto pré-compacto em {\displaystyle Y\,}, ou seja, se:
{\displaystyle {\overline {T(B)}}\,} é compacto, para todo {\displaystyle B\,} limitado.
Equivalentemente, {\displaystyle T\,} é compacto se para toda seqüência limitada {\displaystyle x_{n}\,}, existe uma subseqüência {\displaystyle \{x_{n_{k}}\}_{k=1}^{\infty }\subseteq \{x_{n}\}_{n=1}^{\infty }} tal que {\displaystyle Tx_{n_{k}}\,} é convergente.

## Exemplo
Considere {\displaystyle X=C^{1}[0,1]\,}, o espaço das funções continuamente diferenciáveis no intervalo {\displaystyle [0,1]\,} e {\displaystyle Y=C^{0}[0,1]\,}, o espaço das funções contínuas no mesmo intervalo; munidos das seguintes normas:
- {\displaystyle \|f\|_{X}=\sup _{[0,1]}|f(x)|+\sup _{[0,1]}|f'(x)|\,}
- {\displaystyle \|f\|_{Y}=\sup _{[0,1]}|f(x)|\,}

Considere, ainda, o operador linear {\displaystyle T\,} como sendo a inclusão de {\displaystyle X\,} em {\displaystyle Y\,}.
Se {\displaystyle f_{n}\,} é uma seqüência limitada em {\displaystyle X\,}, então {\displaystyle f_{n}\,} formam uma família equicontínua e equilimitada de funções definidas em um espaço compacto. Pelo teorema de Arzelà-Ascoli, existe uma seqüência {\displaystyle \{f_{n_{k}}\}_{k=1}^{\infty },} convergindo uniformemente para algum ponto limite. Como convergência uniforme é equivalente com convergência na norma do supremo, temos que a inclusão é um operador compacto.

## Inclusão compacta
Seja {\displaystyle X\subseteq Y\,} dois espaços de Banach, dizemos que {\displaystyle X\,} está compactamente contido em {\displaystyle Y\,} e escrevemos {\displaystyle X\subset \subset Y\,} se a função inclusão {\displaystyle I:X\to Y\,} é um operador compacto entre estes espaços.